# Rassvet (Tiumén)
|  | Per a altres significats, vegeu «Rassvet». |

Рассвет (en rus: Южно-Плетнево) és un poble (possiólok) de l'óblast de Tiumén, a Rússia, que el 2012 tenia 58 habitants.